# Paheli, le fantôme de l'amour
Pour plus de détails, voir Fiche technique et Distribution.
Paheli, le fantôme de l'amour (पहेली, Paheli) est un film fantastique indien, réalisé par Amol Palekar, sorti en 2005.
Une histoire de fantôme illustre le dilemme auquel est confrontée une jeune femme lorsqu'elle doit choisir entre la fidélité et l'amour.

## Synopsis
Lachchi (Rani Mukherjee) et Kishan (Shahrukh Khan) viennent de se marier et font route vers la maison familiale du marié. En chemin, ils s’arrêtent dans un étrange village du Rajasthan où une communauté de fantômes les observe discrètement. L’un d’eux, séduit par la beauté de Lachchi, en tombe éperdument amoureux.
Le mariage se déroule comme prévu, mais au cours de la nuit de noces, Kishan révèle à Lachchi son intention de se plier à la volonté de son père et de partir au loin pendant cinq ans, pour faire fortune. Kishan part, insensible à la détresse de son épouse qui rêvait d’une autre vie. Après avoir appris cela, le fantôme, toujours épris de Lachchi, prend les traits de Kishan et se fait accepter par la jeune femme délaissée. Il lui révèle sa véritable identité, tout en prenant soin de la dissimuler à la famille de Kishan. Le couple vit ainsi et quatre ans plus tard, Lachchi est enceinte de Paheli.
Quelques années plus tard, le vrai Kishan réapparaît. Face à deux êtres parfaitement identiques, la propre famille de Kishan est incapable de démasquer l’usurpateur. Elle se tourne alors vers un vieux berger mystique qui prétend pouvoir résoudre cette énigme. Le vrai Kishan est reconnu et le berger enferme Paheli dans une gourde. Kishan la lance très loin dans le désert. Lachchi, désespérée, retrouve Kishan. Mais c'est en fait Paheli qui a possédé le corps de son époux.

## Fiche technique
- Titre : Paheli, le fantôme de l'amour
- Titre original : पहेली (Paheli)
- Réalisation : Amol Palekar
- Scénario : Sandhya Gokhale, Amol Palekar et Vijaydan Detha d'après son roman Duvidha
- Musique : M. M. Kreem, Adesh Shrivastava
  - Paroles : Gulzar
- Direction artistique : Muneesh Sappal
- Costumes : Shalini Sarna
- Son : Anuj Mathur
- Photographie : Ravi K. Chandran
- Montage : Amitabh Shukla
- Production : Gauri Khan, Shahrukh Khan
- Sociétés de production : Red Chillies Entertainment
- Société de distribution : Rapid Eye Movies
- Société d'effets spéciaux : Archana Studio, Eagle Video Films, Redchillies.VFX
- Pays de production :  Inde
- Langue originale : hindi
- Format : couleurs - 2,35:1 - DTS / Dolby Digital - 35 mm
- Genre : Comédie dramatique, fantastique, film musical et romance
- Durée : 140 minutes
- Dates de sortie : 
  - Inde : 24 juin 2005

## Distribution
- Shahrukh Khan : Kishan/le fantôme
- Rani Mukherjee : Lachchi
- Anupam Kher : Bhanwarlal, le père de Kishan
- Dilip Prabhavalkar : Kanwarlal, l’oncle de Kishan
- Amitabh Bachchan : le vieux berger
- Juhi Chawla : Gajrobai, la belle-sœur de Lachchi
- Sunil Shetty : Sunderlal, le mari de Gajrobai
- Mohan Bhandari : Thakur
- Nikhil Ratnaparkhi : Banwari
- Rajpal Yadav : Bhoja, le messager
- Nina Kulkarni
- Padma Rani
- Sharvari Jamenis
- Aditi Govitrikar
- Await Trivedi
- Palak Jain
- A. K. Hangal
- Vijay Mishra
- Naseeruddin Shah et Ratna Pathak : voix off

## Bande originale
Le film comporte 6 scènes chantées dont la musique est composée par M. M. Kreem, les paroles écrites par Gulzar et chorégraphiées par Farah Khan. Le cd de la bande originale sort le 9 mai 2005 sous le label T-Series.
| 1.    | Dheere Jalna           | Sonu Nigam, Shreya Ghoshal                                             | 6:08 |
| 2.    | Kangna Re              | Shreya Ghoshal, Madhushree, Bela Shende, Kalapini Komakali, Sonu Nigam | 5:55 |
| 3.    | Khaali Hai             | Hariharan, Bela Shende                                                 | 5:58 |
| 4.    | Laaga Re Jal Laaga     | M. M. Keeravani, Sonu Nigam, Shruti Sadolikar                          | 5:51 |
| 5.    | Minnat Kare            | Shreya Ghoshal, Madhushree, Bela Shende                                | 7:25 |
| 6.    | Phir Raat Kati         | Sunidhi Chauhan, Sukhwinder Singh                                      | 3:45 |
| 7.    | Phir Raat Kati (Remix) | Sunidhi Chauhan, Sukhwinder Singh                                      | 3:45 |
| 8.    | Dheere Jalna           | Instrumental                                                           | 0:06 |
| 44:53 |                        |                                                                        |      |

## Commentaires
Contexte et thématique
Le scénario de Paheli est tiré de la nouvelle Duvidha (Dilemme) de Vijaydan Detha. S'inspirant du folklore du Rajasthan, cet écrivain rajasthani renommé est l'auteur de plus de 800 nouvelles rédigées dans une forme traditionnelle mais empreintes d'une tonalité progressiste. Elle a fait l'objet d'une précédente adaptation par Mani Kaul en 1973, simplement intitulé Duvidha.
Paheli combine deux éléments récurrents dans les récits indiens : la séduction d'une femme mariée par un fantôme ou un dieu qui prend l'apparence de l'époux et les doubles rôles.
 Le Ramayana relate l'histoire de la belle Ahalya mariée à l'austère sage Gautama et séduite par le dieu Indra qui a pris l'apparence de son époux. Les deux amants sont surpris par le mari qui les punit sévèrement. Le dénouement est moins tragique pour les femmes dans les contes populaires qui reprennent cette trame, en particulier dans L'amant serpent originaire du Karnataka. Une femme délaissée y est charmée par un cobra divin qui se fait passer pour le mari. Il apporte non seulement l'amour dont elle était privée à son amante, mais lui enseigne comment duper le roi lorsque leur liaison est découverte et ainsi conserver une réputation sans tache.
 Par ailleurs, en plus d'offrir aux spectateurs le plaisir de voir un acteur populaire interpréter deux personnages, le double rôle est un procédé fréquent qui permet de représenter la complexité psychologique et le conflit intérieur du héros.
Paheli raconte l'histoire d'une jeune femme rajasthani qui, pleine d'espoir à l'aube de sa nouvelle vie, rejoint la famille de son mari le jour de ses noces. Sa déception et son humiliation sont d'autant plus grandes quand au cours de leur première nuit, son mari ne lui accorde aucun regard et ne consomme pas le mariage, trop occupé à finir ses comptes avant de partir pour un long voyage d'affaire. Et c'est avec méfiance que la nuit suivante elle fait face à celui qu'elle pense être son mari mais les attentions, la tendresse et la délicatesse du fantôme savent la séduire et calmer ses blessures. Après qu'il lui a révélé sa véritable nature, c'est donc une femme pleinement consciente de ce qu'elle fait qui accepte ce nouvel époux qu'elle juge plus à même de combler ses espérances et ses désirs. C'est ainsi que Shahrukh Khan, producteur du film, peut affirmer que c'est l'histoire d'une femme qui s'émancipe.
Réalisation
Amol Palekar, acteur puis réalisateur reconnu du cinéma parallèle indien, tourne Paheli en 47 jours au Rajasthan ou dans des décors soigneusement reconstitués dans les studios de Mumbai. Dans ce même esprit d'authenticité, il choisit de garder l'accent et des termes rajasthani sans que cela gène la compréhension, commente et explicite l'histoire grâce à deux marionnettes dont les voix sont celles de Naseeruddin Shah et Ratna Pathak, à la manière des théâtres ambulants. Bien que certains critiques déplorent l'absence de rythme, particulièrement dans la première partie,, en s'inspirant de la tradition, le réalisateur raconte une histoire simple, un conte naïf et poétique qui se déroule, certes nonchalamment, mais reste captivant.
Il est aidé en cela par la qualité de la photographie de Ravi K. Chandran qui restitue sans excès la riche palette de couleur du Rajasthan du XIXe siècle : palais abondamment décorés, sable doré du désert, vêtements féminins multicolores où domine le rouge, oiseau bleu électrique,,. De même, les chorégraphies de Farah Khan, en empruntant largement aux danses folkloriques, confortent la sincérité du récit. Les paroles et la musique, d'excellente qualité, se complètent et composent des chansons pleines de sens, qui permettent aux personnages d'exprimer leurs sentiments comme il est d'usage dans le cinéma indien.
Interprétation
Amol Palekar sollicite Shahrukh Khan car il est convaincu que c'est un bon comédien, idéal pour ce double rôle où il prouve une fois de plus qu'il est le « King of Romance ». Dans les scènes romantiques, sa complicité avec Rani Mukerjee, « reine de Bollywood » alors au sommet de sa carrière, est chaleureuse et sensuelle tout en conservant le caractère merveilleux et naïf du récit mais en y ajoutant un ton moderne,.
Les seconds rôles soutiennent l'histoire avec efficacité. Juhi Chawla interprète avec retenue la belle-sœur de Lachchi, victime d'un sens de l'honneur patriarcal qui la prive de son époux bien-aimé. Anupam Kher, dans le rôle du père âpre au gain jusqu'au ridicule, et Rajpal Yadav, en messager déboussolé par l'ubiquité de Kishan, apportent une touche comique. Quant à Amitabh Bachchan, il confirme toute l'étendue de son talent dans un caméo de berger plus excentrique que clairvoyant,.